# Promień atomu Bohra
Promień atomu Bohra – teoretycznie obliczony (na podstawie modelu kwantowego atomu zaproponowanego przez Nielsa Bohra), promień orbity, na której znajduje się elektron na pojedynczym atomie wodoru, w stanie podstawowym, w całkowitej próżni. Promień ten wynosi 5,291 772 105 44(82) · 10−11 m. Powłoce tej odpowiada energia elektronu o wartości ok. −13,6 eV (energia stanu podstawowego atomu wodoru).
Promień atomu Bohra określony jest wzorem:
{\displaystyle a_{0}={\frac {4\pi \varepsilon _{0}\hbar ^{2}}{m_{\mathrm {e} }e^{2}}}={\frac {\hbar }{m_{\mathrm {e} }\,c\,\alpha }},}
gdzie:
{\displaystyle \varepsilon _{0}} – przenikalność elektryczna próżni,
{\displaystyle \hbar } – zredukowana stała Plancka,
{\displaystyle m_{\mathrm {e} }} – masa elektronu,
{\displaystyle e} – ładunek elektryczny elementarny,
{\displaystyle c} – prędkość światła w próżni,
{\displaystyle \alpha } – stała struktury subtelnej.